# Waschhaus (Malancourt)

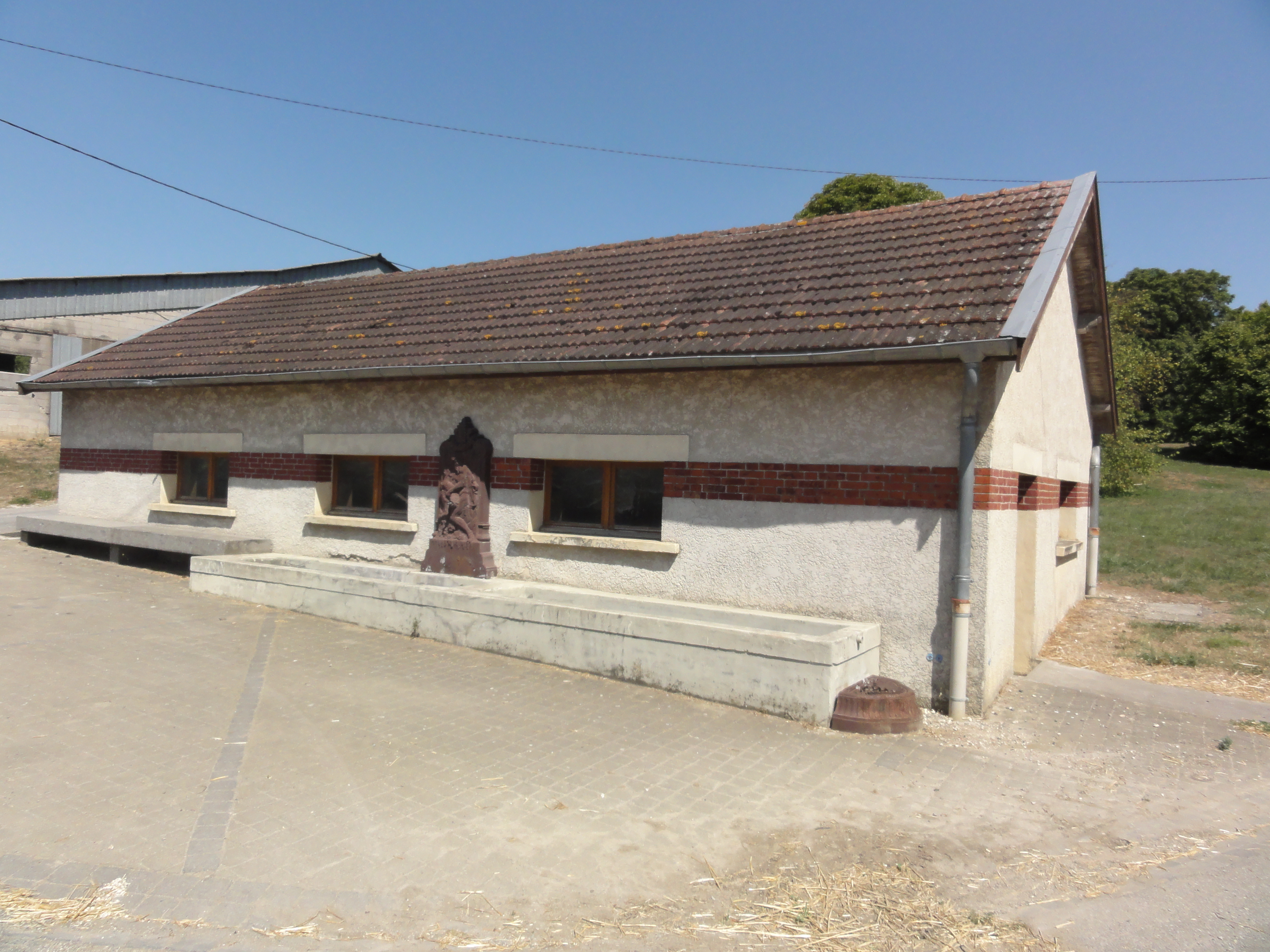
Waschhaus in Malancourt

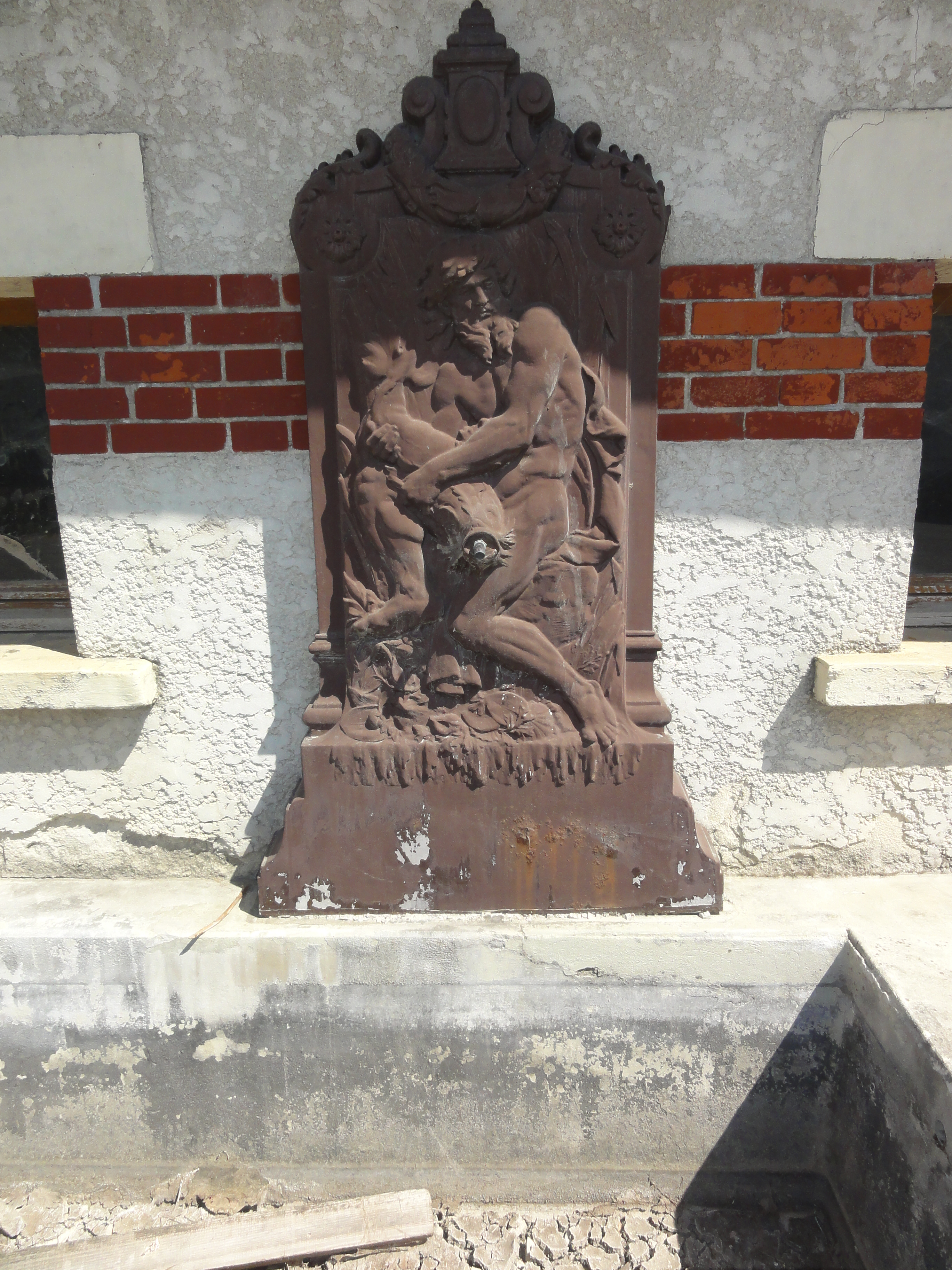
Brunnen zur Versorgung der Viehtränke

Das Waschhaus (französisch lavoir) in Malancourt, einer französischen Gemeinde im Département Meuse in der Region Grand Est, wurde 1925 errichtet, nachdem der Vorgängerbau im Ersten Weltkrieg zerstört worden war. 
Das öffentliche Waschhaus aus verputztem Ziegelmauerwerk mit Satteldach hat an der Fassade einen dekorativen Brunnen, der die Viehtränke mit Wasser versorgt. 
Der Auslauf aus Gusseisen stellt einen nackten Mann mit einem Delphin in den Händen dar.